# CQP-kod
CQP-kod (Corpus Query Processor) är ett programspråk för att söka i stora språksamlingar, korpus. Stöds till exempel av Språkbankens konkordansverktyg Korp.